# I liga 1999-2000
La I liga 1999-2000 fu la 74ª edizione della massima serie del campionato polacco di calcio, la 66ª edizione nel formato di campionato. La stagione iniziò il 16 luglio 1999 e si concluse il 28 maggio 2000. Il Polonia Varsavia vinse il campionato per la seconda volta nella sua storia, cinquantaquattro anni dopo la prima volta. Capocannoniere del torneo fu Adam Kompała, attaccante del Górnik Zabrze, con 19 reti realizzate.

## Stagione

### Novità
Dalla I liga 1998-1999 vennero retrocessi in II liga il GKS Bełchatów e il GKS Katowice; mentre vennero promossi dalla II liga 1998-1999 il Petrochemia Płock e il Dyskobolia.
Prima dell'inizio della stagione il Petrochemia Płock ha cambiato denominazione in Petro Płock.

### Formula
Le sedici squadre partecipanti si affrontavano in un girone all'italiana con partite di andata e ritorno, per un totale di 30 giornate. La squadra prima classificata era campione di Polonia e si qualificava per il secondo turno preliminare della UEFA Champions League 2000-2001. Le squadre classificatesi al secondo e terzo posto si qualificavano per il turno preliminare della Coppa UEFA 2000-2001, assieme alla vincitrice della Coppa di Polonia, ammessa anch'essa al turno preliminare. Un ulteriore posto veniva assegnato per la partecipazione alla Coppa Intertoto UEFA 2000. Le ultime due classificate venivano retrocesse direttamente in II liga.

## Squadre partecipanti
| Club             | Città                 | Stagione precedente                  |
| ---------------- | --------------------- | ------------------------------------ |
| Amica Wronki     | Wronki                | 12º posto in I liga                  |
| Dyskobolia       | Grodzisk Wielkopolski | 1º posto nel girone ovest di II liga |
| Górnik Zabrze    | Zabrze                | 7º posto in I liga                   |
| Lech Poznań      | Poznań                | 4º posto in I liga                   |
| Legia Varsavia   | Varsavia              | 3º posto in I liga                   |
| ŁKS              | Łódź                  | 11º posto in I liga                  |
| Odra             | Wodzisław Śląski      | 14º posto in I liga                  |
| Petro Płock      | Płock                 | 1º posto nel girone est di II liga   |
| Pogoń Stettino   | Stettino              | 13º posto in I liga                  |
| Polonia Varsavia | Varsavia              | 5º posto in I liga                   |
| Ruch Chorzów     | Chorzów               | 10º posto in I liga                  |
| Ruch Radzionków  | Radzionków            | 6º posto in I liga                   |
| Stomil Olsztyn   | Olsztyn               | 9º posto in I liga                   |
| Widzew Łódź      | Łódź                  | 2º posto in I liga                   |
| Wisła Cracovia   | Cracovia              | Campione di Polonia                  |
| Zagłębie Lubin   | Lubin                 | 8º posto in I liga                   |

## Classifica finale
|  | Pos. | Squadra          | Pt | G  | V  | N  | P  | GF | GS | DR  |
|  | ---- | ---------------- | -- | -- | -- | -- | -- | -- | -- | --- |
|  | 1.   | Polonia Varsavia | 65 | 30 | 20 | 5  | 5  | 57 | 25 | +32 |
|  | 2.   | Wisła Cracovia   | 56 | 30 | 16 | 8  | 6  | 64 | 38 | +26 |
|  | 3.   | Ruch Chorzów     | 55 | 30 | 15 | 10 | 5  | 53 | 32 | +21 |
|  | 4.   | Legia Varsavia   | 52 | 30 | 14 | 10 | 6  | 53 | 34 | +19 |
|  | 5.   | Zagłębie Lubin   | 45 | 30 | 12 | 9  | 9  | 42 | 37 | +5  |
|  | 6.   | Amica Wronki     | 44 | 30 | 11 | 11 | 8  | 42 | 37 | +5  |
|  | 7.   | Widzew Łódź      | 40 | 30 | 11 | 7  | 12 | 48 | 54 | -6  |
|  | 8.   | Stomil Olsztyn   | 37 | 30 | 8  | 13 | 9  | 33 | 43 | -10 |
|  | 9.   | Odra             | 37 | 30 | 10 | 7  | 13 | 34 | 38 | -4  |
|  | 10.  | Ruch Radzionków  | 37 | 30 | 11 | 4  | 15 | 38 | 48 | -10 |
|  | 11.  | Dyskobolia       | 36 | 30 | 11 | 3  | 16 | 29 | 46 | -17 |
|  | 12.  | Petro Płock      | 34 | 30 | 9  | 7  | 14 | 35 | 49 | -14 |
|  | 13.  | Pogoń Stettino   | 34 | 30 | 8  | 10 | 12 | 42 | 53 | -11 |
|  | 14.  | Górnik Zabrze    | 32 | 30 | 8  | 8  | 14 | 42 | 41 | +1  |
|  | 15.  | ŁKS              | 28 | 30 | 7  | 7  | 16 | 28 | 42 | -14 |
|  | 16.  | Lech Poznań      | 25 | 30 | 6  | 7  | 17 | 34 | 57 | -23 |

Legenda:
      Campione di Polonia e ammessa alla UEFA Champions League 2000-2001.
      Ammessa alla Coppa UEFA 2000-2001.
      Ammessa alla Coppa Intertoto 2000.
      Retrocessa in II liga 2000-2001.
Note:
Tre punti a vittoria, uno a pareggio, zero a sconfitta.

## Risultati
|                  | Pol  | WiC  | RuC  | Leg  | ZaL  | Ami  | Wid  | Sto  | Odr  | RuR  | Dys  | Pet  | Pog  | GóZ  | ŁKS  | LcP  |
| ---------------- | ---- | ---- | ---- | ---- | ---- | ---- | ---- | ---- | ---- | ---- | ---- | ---- | ---- | ---- | ---- | ---- |
| Polonia Varsavia | –––– | 2-1  | 0-2  | 1-1  | 1-1  | 4-0  | 1-0  | 2-0  | 4-1  | 4-1  | 1-0  | 3-0  | 4-0  | 1-0  | 1-0  | 5-0  |
| Wisła Cracovia   | 2-3  | –––– | 4-0  | 1-1  | 4-0  | 1-1  | 3-1  | 4-2  | 3-1  | 2-0  | 3-0  | 3-1  | 1-1  | 6-3  | 1-0  | 2-0  |
| Ruch Chorzów     | 2-2  | 1-1  | –––– | 0-1  | 0-2  | 1-1  | 4-1  | 3-0  | 3-1  | 2-1  | 4-1  | 3-1  | 2-2  | 2-1  | 3-0  | 2-0  |
| Legia Varsavia   | 0-3  | 0-2  | 3-1  | –––– | 2-2  | 2-0  | 2-1  | 4-0  | 1-1  | 4-2  | 5-0  | 1-0  | 5-1  | 0-0  | 0-0  | 1-1  |
| Zagłębie Lubin   | 2-1  | 3-2  | 0-0  | 2-3  | –––– | 2-2  | 1-0  | 2-0  | 1-0  | 3-3  | 1-0  | 5-0  | 3-1  | 2-1  | 1-0  | 2-1  |
| Amica Wronki     | 5-0  | 0-0  | 1-4  | 1-2  | 1-1  | –––– | 2-0  | 1-1  | 1-0  | 1-1  | 0-1  | 2-1  | 2-2  | 3-2  | 2-1  | 1-0  |
| Widzew Łódź      | 1-1  | 3-4  | 1-0  | 3-2  | 2-1  | 3-2  | –––– | 2-2  | 1-1  | 2-1  | 2-3  | 4-3  | 1-2  | 1-1  | 2-0  | 2-2  |
| Stomil Olsztyn   | 0-0  | 1-1  | 0-0  | 1-0  | 1-1  | 1-1  | 2-2  | –––– | 2-1  | 1-0  | 5-2  | 2-2  | 1-1  | 1-0  | 1-0  | 1-1  |
| Odra             | 3-1  | 0-3  | 2-2  | 0-2  | 1-1  | 0-2  | 2-0  | 3-1  | –––– | 0-0  | 0-2  | 1-2  | 1-0  | 3-3  | 2-0  | 4-0  |
| Ruch Radzionków  | 0-2  | 4-1  | 1-2  | 1-1  | 1-0  | 0-3  | 4-1  | 0-1  | 2-1  | –––– | 2-0  | 2-1  | 1-0  | 1-0  | 1-0  | 4-1  |
| Dyskobolia       | 0-1  | 1-2  | 0-3  | 1-0  | 1-0  | 1-1  | 1-0  | 3-2  | 0-1  | 2-1  | –––– | 3-1  | 1-2  | 0-2  | 2-1  | 1-2  |
| Petro Płock      | 2-1  | 1-1  | 0-0  | 3-1  | 2-1  | 0-0  | 0-0  | 1-1  | 0-1  | 1-3  | 1-1  | –––– | 3-1  | 1-0  | 2-0  | 2-1  |
| Pogoń Stettino   | 0-2  | 3-3  | 1-1  | 2-4  | 1-0  | 0-3  | 2-3  | 3-0  | 0-0  | 4-0  | 1-0  | 2-1  | –––– | 0-1  | 0-0  | 4-3  |
| Górnik Zabrze    | 0-1  | 1-0  | 1-2  | 2-2  | 0-0  | 1-3  | 0-1  | 1-0  | 0-2  | 5-0  | 1-2  | 4-1  | 2-2  | –––– | 3-1  | 4-0  |
| ŁKS Łódź         | 0-2  | 0-2  | 2-2  | 1-1  | 4-2  | 3-0  | 2-3  | 1-1  | 1-0  | 1-0  | 1-0  | 1-2  | 4-3  | 2-2  | –––– | 1-0  |
| Lech Poznań      | 1-3  | 4-1  | 1-2  | 1-2  | 2-0  | 2-1  | 3-5  | 1-2  | 0-1  | 3-1  | 0-0  | 1-0  | 1-1  | 1-1  | 1-1  | –––– |

## Statistiche

### Classifica marcatori
Fonte: 90minut.pl
| Gol |  |  | Giocatore              | Squadra                             |
| --- |  |  | ---------------------- | ----------------------------------- |
| 19  |  |  | Adam Kompała           | Górnik Zabrze                       |
| 17  |  |  | Tomasz Frankowski      | Wisła Cracovia                      |
| 16  |  |  | Sylwester Czereszewski | Legia Varsavia                      |
| 14  |  |  | Krzysztof Bizacki      | Ruch Chorzów                        |
| 13  |  |  | Mariusz Nosal          | Petro Płock                         |
| 12  |  |  | Emmanuel Olisadebe     | Polonia Varsavia                    |
| 12  |  |  | Maciej Żurawski        | Lech Poznań (6), Wisła Cracovia (6) |
| 11  |  |  | Paweł Kryszałowicz     | Amica Wronki                        |
| 11  |  |  | Piotr Włodarczyk       | Ruch Chorzów                        |
| 10  |  |  | Piotr Gierczak         | Górnik Zabrze                       |
| 10  |  |  | Rafał Pawlak           | Widzew Łódź                         |
| 10  |  |  | Łukasz Sosin           | Odra                                |